# 蓮丈那智フィールドファイル
『蓮丈那智フィールドファイル』（れんじょうなちフィールドファイル）は、北森鴻による日本の推理小説のシリーズ。

## 概要
異端の民俗学者・蓮丈那智が助手の内藤三國と共にフィールドワークへ出かけ、事件に遭遇、民俗学的考察を交えながら、解決していく。
2005年にフジテレビ系列「金曜エンタテイメント」枠で『凶笑面』がテレビドラマ化された。
那智が勤務する「東敬大学」は狛江市にあるという設定である。

## 登場人物
蓮丈 那智（れんじょう なち）
東敬大学助教授。民俗学に必要なのは想像力と、仮説を証明するためのフィールドワークであるという考えの持ち主で、その特殊な研究方法から同じ研究者から異端と称され煙たがられている。短い髪を整髪料でまとめた精悍な顔立ちの中性的な美女。しゃべり方も男性的。著者も何冊か出版されている。調査の際は必ずジンとベルモットを持参し、マティーニを飲む習慣がある。
内藤 三國（ないとう みくに）
卒業試験の解答がユニークだと見込まれ、那智の研究室の助手となる。いつ何時調査に出かけるのか分からないので、最低限の荷物が常に研究室に用意されている。フィールドワークを主とする調査方法であるため、研究室の予算がすぐになくなってしまい、その度に調査費のことで教務部の狐目の担当者と話し合うのは三國の役目である。記憶力が良いが、那智曰く「どうでもいいことに関しては」。

## 作品リスト
作品はいずれも新潮社から発行されている。

### 凶笑面 蓮丈那智フィールドファイルI
- 単行本：2000年5月発行 ISBN 4106026481
- 文庫本：2003年2月発行 ISBN 4101207216

鬼封会（きふうえ）
『小説新潮』1998年5月号掲載
都築常和という学生が那智に送ってきた1本のビデオテープ。岡山県K市の青月家に伝わる鬼封会という祭祀を撮影したものだった。修二会や修正会の類のようだが他の地域に伝わるものとは決定的な違いがあり、興味を持った那智は三國を引き連れフィールドワークへと赴く。だが、事前連絡の際は協力的だったはずの青月家が調査協力を断ってきた。青月家の長女・美恵子が正当防衛で都築常和を殺してしまったというのだ。
- 都築常和：東敬大学の学生。博物館の学芸員を目指しており、那智に口添えを頼む。青月美恵子をストーキングしていた(?)。
- 青月美恵子：青月家の長女。ストーカーの都築を正当防衛で殺害(?)。
- 青月葉蔵：青月家の当主だが、入り婿であるため肩身が狭い思いをしている。

凶笑面（きょうしょうめん）
『小説新潮』1998年9月号掲載
明治時代、長野県北佐久郡H市の谷山家の当主が凶々しい笑みを湛えた「凶笑面」を手に入れて以来、村に不幸が相次いで起こったという。以来、面は蔵に封印されたが、現当主の玲子が骨董屋の安久津を通じて、面の民俗学的調査を依頼してきた。安久津とはあまり関わりたくない那智だが、面に深い関心を示し、谷山家を訪れる。だが翌日、蔵で安久津の遺体が発見され、その状況から玲子に疑いがかかる。
- 谷山玲子：谷山家の当主。足が不自由。
- 安久津圭吾：民俗学の専門家や研究者らからは嫌われている骨董屋。玲子から蔵の整理を依頼されている。蔵で遺体で発見される。
- 甲山博：島根文理大学の民俗学専攻の教諭。同じように調査を依頼された。
- 服部ヨリエ：玲子の介添え人。

不帰屋（かえらずのや）
『小説新潮』1999年3月号掲載
那智が半年間ため続けたファイルの整理をしていた三國は、封印されたあるファイルを見つける。《不帰屋》、「女の家」をテーマに2年前に調査を行ったものだが、事件に巻き込まれ、公表を断念せざるを得なくなったものだ。その論文を読んだ三國は、『やはり蓮丈先生は何もかも解決していたのか…』と思うのだった。
自宅の離屋（はなれ）が「不浄の間」であったことを証明してほしいという護屋菊恵からの依頼。しかし翌朝、密室状態の離屋で菊恵の遺体が発見される。
2000年のザ・ベスト・ミステリーズ2000、2002年の大密室、2003年の嘘つきは殺人のはじまりなど多数のアンソロジーに収録されている。
- 護屋菊恵：フェミニズムの提唱者としてテレビ出演もする40代の社会学者。那智に自宅離屋の調査を依頼する。
- 護屋クメ：菊恵の母親。病で床に伏せっている。
- 護屋総次郎・正恵：菊恵の兄夫婦。
- 坂本：案内役の老人。

双死神（そうししん）
『小説新潮』1999年10月号掲載
「だいだらぼっち」伝説の調査のため、中国地方のT県を訪れた三國。実は那智には秘密である依頼を受けていた。いずれは那智から独立せねばと考えている三國は、事情を告げずに一人で訪れたのだ。しかし、依頼人の仮説は三國の理解を超えていた。更に、依頼人が遺跡の崩落事故で亡くなってしまう。
- 弓削佐久哉：無名だが地方史家を名乗る。未発掘の遺跡を発見し、三國に共同調査を持ち掛ける。
- 《狐》：“税所（さいしょ）コレクション”という謎の言葉を残し、危害が及ぶかもしれないと三國に忠告する。
- 税所篤：明治時代の政治家。県令の立場を利用して古墳の発掘（盗掘に近い）を行い、出土品をコレクションした。考古学界では、その暴挙のために名を知られている。

邪宗仏（じゃしゅうぶつ）
『小説新潮』2000年4月号掲載
東北での隠れキリシタンの調査を終えた那智の元に2通の手紙が届く。差出人はいずれも山口県＊＊郡波田村の男性。村内の寺から仏像が見つかり、その調査を依頼したいという。一方に同封されていた「腕を切り落とされた観音菩薩像」の写真に興味を持った那智は山口県へ向かうが、差出人の一人・御崎昭吾が何者かに殺されていた。
- 御崎昭吾：地方史に詳しく、発見された仏像の調査について相談される。遺体は仏像と同じように両腕を切り落とされた状態で発見される。
- 佐芝降三：村の助役。もう一人の差出人。
- 御崎広江：昭吾の娘。
- 三田村良夫：広江の母方の叔父。
- 生方伸哉：博多でイベント企画会社を経営する。

### 触神仏 蓮丈那智フィールドファイルII
- 単行本：2002年8月発行 ISBN 4106026554
- 文庫本：2005年8月発行 ISBN 4101207224

秘供養（ひくよう）
『小説新潮』2001年3月号掲載
大黒闇（だいこくやみ）
『小説新潮』2001年6月号掲載
死満瓊（しみつるたま）
『小説新潮』2001年10月号掲載
触身仏（しょくしんぶつ）
『小説新潮』2002年2月号掲載
御蔭講（おかげこう）
『小説新潮』2002年8月号掲載

### 写楽・考 蓮丈那智フィールドファイルIII
- 単行本：2005年8月発行 ISBN 4106026589
- 文庫本：2008年2月発行 ISBN 4101207232

憑代忌
『小説新潮』2003年10月号掲載
湖底祀
『小説新潮』2004年2月号掲載
棄神祭
『小説新潮』2004年4月号掲載、「棄神火」を改題
写楽・考
『小説新潮』2004年12月号掲載、「黒絵師」を改題

### 邪馬台 蓮丈那智フィールドファイルIV
- 単行本：2011年10月発行 ISBN 4103291419
- 文庫本：2014年02月発行 ISBN 4101207240

「小説新潮」に『鏡連殺』のタイトルで連載されていた未完の長編を、公私共にパートナーであった浅野里沙子が引き継いで完成させた。

### 天鬼越 蓮丈那智フィールドファイルV
- 単行本：2014年12月発行 ISBN 978-4103291428
- 文庫本：2016年3月発行 ISBN 4101207259

単行本未収録の二編と、幻のプロットに基づいて浅野里沙子が書下した新作四編を収録。

## テレビドラマ
2005年9月16日、フジテレビ「金曜エンタテイメント」枠でテレビドラマ化された。
ホームページ上では新シリーズとあるが、続編は製作されていない。
キャスト
- 蓮丈那智：木村多江
- 内藤三國：岡田義徳
- 谷山玲子：高橋かおり、田中明（幼少時代）
- 服部ヨリエ：左時枝
- 甲山博：大和田伸也
- 阿久津：樋口浩二（玲子の婚約者）
- 谷山和江：香山美子（玲子の母親）
- 神崎：西村雅彦（那智の大学の教務課職員）
- 喜八郎：立川談慶（玲子の祖父）
- 平蔵：田山涼成
- 流山警部：清水綋治

スタッフ
- 企画：保原賢一郎
- プロデュース：中津留誠
- 脚本：安井国穂
- 演出：村松弘之
- 技術協力：バル・エンタープライズ
- 編集・MA：ザ・チューブ
- 音響効果：メディアハウスサウンドデザイン
- 美術協力：フジアール、チトセアート、テレフィット、京阪商会、東京衣裳、山田かつら、ヤマモリ、東京特殊効果、野沢園
- 制作：FCC
- 制作著作：フジテレビ